# West of Scotland Championships 2023
Die West of Scotland Championships 2023 im Badminton fanden vom 14. bis zum 15. Oktober 2023 in Glasgow statt.

## Sieger und Platzierte
| Disziplin    | Gold                       | Silber                                | Bronze                         |
| ------------ | -------------------------- | ------------------------------------- | ------------------------------ |
| Herreneinzel | Ciar Pringle               | Angus Meldrum                         | James Robertson                |
| Herreneinzel | Ciar Pringle               | Angus Meldrum                         | Matthew Waring                 |
| Dameneinzel  | Rachel Sugden              | Toni Woods                            | Sophie Ford                    |
| Dameneinzel  | Rachel Sugden              | Toni Woods                            | Tushara Senthilrajaram         |
| Herrendoppel | Lewis Coghill Ciar Pringle | Robert Dunn Danny Robson              | Kenneth Cheung Finlay Sheriff  |
| Herrendoppel | Lewis Coghill Ciar Pringle | Robert Dunn Danny Robson              | Callum Crangle Calum Flockhart |
| Damendoppel  | Kirsten Berry Sophie Ford  | Katrina Chan Amy Craig                | Gemma Foulis Shannon Leslie    |
| Damendoppel  | Kirsten Berry Sophie Ford  | Katrina Chan Amy Craig                | Jody Barral Frances Mclure     |
| Mixed        | Calum Flockhart Toni Woods | Callum Crangle Tushara Senthilrajaram | Josh Taylor Katie Stewart      |
| Mixed        | Calum Flockhart Toni Woods | Callum Crangle Tushara Senthilrajaram | Kenneth Cheung Jodie Harris    |